# Terremoto de Yunnan de 2009

Provincia de Yunnan.

Terremoto de Yunnan de 2009 fue un movimiento telúrico de 5.7 grados en la Escala sismológica de Richter que afectó la provincia de Yunnan en China el 9 de julio de 2009 Por lo menos una persona murió y un número aproximado de 30 resultaron heridas.

## Descripción tectónica
A las 11:19:27 del tiempo universal y cuando en China eran las 19:19:27 (7 de la noche, 19 minutos y 27 segundos), se produjo un terremoto cuyo hepicentro estuvo en las coordenadas 25°37′08″N 101°05′10″E / 25.619, 101.086, y que comprendió un epicentro de 200 kilómetros (124,3 mi) que incluye Guantun, desde Kunming, la capital provincial, hacia el noreste de la ciudad de Dali. La profundidad del sismo comprendió 10 kilómetros (6,2 mi). Después del sismo principal, se registraron ocho temblores breves. Uno de los más fuertes registró los 5.0 grados en la Escala sismológica de Richter y ocurrió el 10 de julio a las 09:02:04 y 17:02:04 hora local. Su epicentro se localizó en las coordenadas 25°37′37″N 100°56′56″E / 25.627, 100.949.

## Daños y pérdidas humanas
El terremoto destruyó 10 mil casas y 30 mil más resultaron seriamente afectadas. Una persona ha sido reportada muerta y 300 personas heridas, con 50 de gravemente. El departamento de asuntos civiles de la provincia de Yunnan desplegó 4.500 tiendas como parte de su programa de atención a los damnificados.